# 欧梅尔瓦勒
欧梅尔瓦勒（法語：Aumerval，法語發音：[omɛʁval]）是法国上法蘭西大區加来海峡省的一个市镇，属于阿拉斯区。

## 地理
欧梅尔瓦勒（50°30'23"N, 2°24'2"E）面积3.42 平方千米，位于法国上法蘭西大區加来海峡省，该省份为法国北部沿海省份，西北濒北海，南至索姆省，东临北部省。
与欧梅尔瓦勒接壤的市镇（或旧市镇、城区）包括：阿梅特、佩尔讷、萨尚、巴约勒莱佩尔讷、费尔费、弗洛兰盖姆。

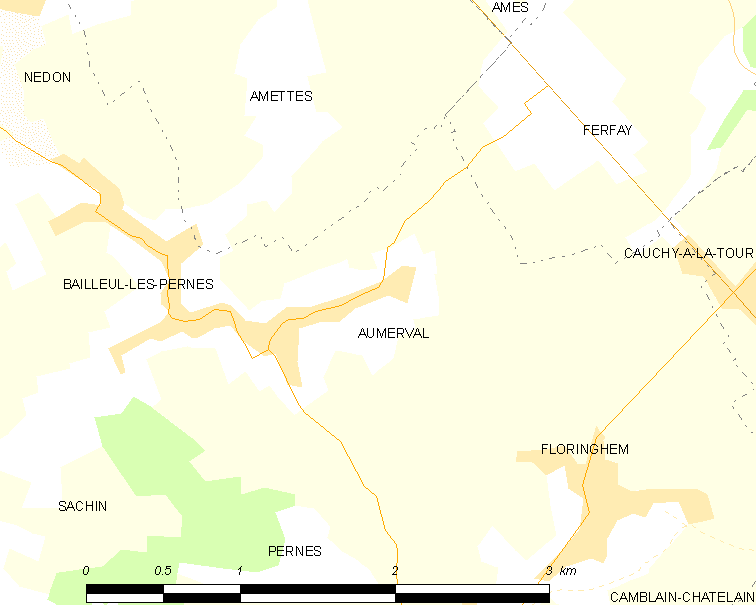
欧梅尔瓦勒的OSM定位图

欧梅尔瓦勒的时区为UTC+01:00、UTC+02:00（夏令时）。

## 行政
欧梅尔瓦勒的邮政编码为62550，INSEE市镇编码为62058。

## 政治
欧梅尔瓦勒所属的省级选区为泰努瓦斯河畔圣波勒县。

## 人口

1962-2008年间欧梅尔瓦勒人口变化图示

欧梅尔瓦勒于2022年1月1日时的人口数量为194人。